# Municipio de French Broad
El municipio de French Broad (en inglés: French Broad Township) es un municipio ubicado en el  condado de Buncombe en el estado estadounidense de Carolina del Norte. En el año 2010 tenía una población de 6.912 habitantes.

## Geografía
El municipio de French Broad se encuentra ubicado en las coordenadas 35°42′16.39″N 82°37′8.47″O / 35.7045528, -82.6190194.